# Siri Sunde
Siri Sunde (* 15. Mai 1958 in Bergen) ist eine norwegische Theologin und Pfarrerin der Norwegischen Kirche. Sie erregte Ende der 1990er Jahre Aufsehen, als sie eine gleichgeschlechtliche Partnerschaft einging und schließlich weiter Pfarrerin bleiben durfte.

## Leben
Sunde wuchs in der westnorwegischen Stadt Bergen auf. Nach dem Besuch der weiterführenden Schule studierte sie Philologie an der Universität Bergen und der Universität Oslo. Sie schloss ihr Studium 1983 ab und arbeitete anschließend bis 1990 als Katechet in der Provinz Troms. Da sie allerdings Pfarrerin werden wollte, begann sie ein Theologiestudium an der Universität Oslo, dass sie 1994 abschloss. Im Jahr 1995 war sie ein halbes Jahr lang Vikarin im Bistum Hamar.
Im Januar 1996 wurde die zu diesem Zeitpunkt offen lesbische Sunde feierlich zur Pfarrerin eingesetzt und sie erhielt eine Stelle als Kaplan in Nordre Land im Ort Torpa. Das Vorgehen führte zu landesweitem Interesse, da sie jedoch lokal Unterstützung erhielt, setzte sie das Bistum weiter ein. Sunde wurde dadurch zu einem wichtigen Symbol im Kampf der LGBT-Gemeinde für mehr Anerkennung in der Norwegischen Kirche. Am 28. Juni 1997 ging sie eine Lebenspartnerschaft mit der Flüchtlingsberaterin Eleanor Brenna ein, was erneut nationales und auch internationales Aufsehen erregte, da sie die erste Pfarrerin in einer registrierten gleichgeschlechtlichen Partnerschaft Norwegens war. Sunde ließ sich daraufhin auf Rat von Rosemarie Köhn, der damaligen Bischöfin von Hamar, beurlauben, kündigte jedoch nicht.
Bei der Synode im Herbst 1997 wurde ein Beschluss darüber gefasst, dass Personen, die in einer gleichgeschlechtlichen Lebenspartnerschaft leben, nicht als Pfarrer angestellt werden sollen. Da Bischöfin Köhn der Meinung war, dass die Regel keine eindeutige Aussage über Sunde mache, übergab sie den Fall an den Lærenemnd. Dieser war ein kirchliches Organ, dass sich vor allem zu Problemstellungen zur lutherischen Lehre und zu kirchlichen Angestellten äußern sollte. Bei der Verhandlung im Oktober 1998 beschloss es allerdings, den Fall nicht zu behandeln, da er nicht im Zuständigkeitsbereich des Gremiums liege. Der Fall wurde schließlich weiter diskutiert und am 1. Februar 1999 gab Rosemarie Köhn bekannt, dass Sunde weiter Kaplan in Nordre Land bleiben dürfe. Bereits im Herbst 1998 wurde in Oslo eine andere Pfarrerin eingestellt, die ebenfalls eine Lebenspartnerschaft eingegangen war.
Sunde blieb schließlich weiter bis Ende 2008 als Pfarrerin in Nordre Land tätig. Anschließend wurde sie Pfarrerin in Brøttum in der Kommune Ringsaker. Gemeinsam mit Halvor Moxnes hielt sie im Jahr 2016 den Trauergottesdienst für Wenche Lowzow. Im Jahr 2019 verließ sie ihre Stelle in Brøttum und zog nach Oslo.